# Emyr Evans
Pour les articles homonymes, voir Evans.
Emyr Evans, né le 25 novembre 1996 à Cardiff, est un joueur professionnel de squash représentant le pays de Galles. Il atteint le 69e rang mondial en février 2025, son meilleur classement. 
Sa sœur Tesni Evans est également joueuse professionnelle de squash atteignant le 9e rang mondial.

## Palmarès

### Finales
- Championnats du pays de Galles : 3 finales (2016, 2018, 2019)